# 220 (število)
220 (dvó stó dvájset) je naravno število, za katerega velja 220 = 219 + 1 = 221 - 1.

## V matematiki
- sestavljeno število
- prijateljsko število σ(220) - 220 = 284; σ(284) - 284 = 220
- deseto četversko število (tetraedrsko število)
- vsota štirih zaporednih praštevil: 220 = 47 + 53 + 59 + 61
- Harshadovo število

## Drugo
220V je električna napetost v Ameriki in Kanadi.